# City Heat
City Heat (titulada Ciudad muy caliente en España y Ciudad ardiente (Hispanoamérica)) es una película estadounidense de acción y comedia estrenada en 1984. Protagonizada por Clint Eastwood y Burt Reynolds, fue dirigida por Richard Benjamin y estrenada en EE. UU. en diciembre de 1984. Aunque se esperaba que una pareja protagonista entonces tan conocida como Eastwood y Reynolds asegurara el éxito de público de la cinta, su recaudación en taquilla fue bastante discreta, de poco más de 38 millones de USD para una producción que había costado 25 millones.

## Argumento
Época de la Ley Seca. Mike Murphy (Burt Reynolds), un antiguo policía, ha montado en Kansas City una pequeña agencia de detectives que apenas le da para vivir. Tiene un socio llamado Swift y una secretaria que lleva tres meses sin cobrar. Cuando un día Swift aparece con dinero suficiente para resolver todos sus apuros, Murphy empieza a temer que se haya metido en un lío demasiado grande.

## Reparto
- Clint Eastwood como el teniente Speer.
- Burt Reynolds como Mike Murphy, detective privado.
- Jane Alexander como Addy.
- Madeline Kahn como Caroline Howley.
- Rip Torn como Primo Pitt.
- Irene Cara como Ginny Lee.
- Richard Roundtree como Diehl Swift.
- Tony Lo Bianco como Leon Coll.
- William Sanderson como Lonnie Ash.
- Nicholas Worth como Troy Roker.
- Robert Davi como Nino.
- Art LaFleur
- Jack Nance como Aram Strossell.